# Kostel svatého Martina (Strážiště)
Kostel svatého Martina je původně gotický, později barokně přestavený kostel, který stojí na návsi obce Strážiště v okrese Plzeň-sever. Památkově chráněný je od 3. května 1958, do státního seznamu nemovitých kulturních památek byl zapsán 18. února 1964.

## Dějiny
První písemná zmínka o malém kostele, který je někdy zmiňován pouze jako kaple, pochází z roku 1250. Dobu jeho vzniku ve 13. století dokazují zachované zbytky presbytáře ve zdivu. V roce 1356 je zmiňován jako farní kostel. Za husitských válek došlo k jeho poboření, do pozdně gotické podoby byl upraven z podnětu plaského opata Linharta v letech 1512–1529, kdy vesnice patřila k plaskému klášteru. V roce 1672 Strážiště spolu s dalšími vesnicemi v okolí koupili Lažanští a připojili je ke svému manětínskému panství. Karel Maxmilián Lažanský nechal v první polovině 17. století strážišťský kostel přestavět a zvětšit.
Barokní podobu získal kostel po roce 1727 na základě povolení k opravě a stavební úpravě udělené Pražskou konzistoří hraběnce Marii Gabriele Lažanské. Plány na tuto přestavbu vypracoval architekt Tomáš Haffenecker. Ke kostelu přiléhá místní hřbitov, již ve středověku k němu patřila také fara, která po Bílé hoře zřejmě úplně zanikla a kostel se stal v 17. století filiálním k Manětínu, posléze ke Křečovu. V roce 1786 zde byla zřízena tzv. lokálie, v roce 1788 započala stavba nové farní budovy. Lokálie byla povýšena na samostatnou faru v roce 1856, kostel svatého Martina se tak opět stal kostelem farním. Samostatná farnost zde zanikla po druhé světové válce, kdy kostel spadal nejprve pod farnost Plaskou, později a v současnosti patří pod farnost v Kralovicích.
Poslední opravy kostela proběhly v letech 1967–1971, kdy byla opravena střecha a vymalován interiér i exteriér kostela.

## Popis kostela
Kostel sv. Martina je jednolodní obdélná stavba s rovným stropem a odsazeným trojbokým presbytářem, který byl původně gotický, po stranách se dvěma symetricky řešenými hranolovými věžemi, jež dosahují do výšky 28 metrů. Mezi věžemi je střední osmiboký sanktusník. V přízemí věží je sakristie, na pravé straně nad ní je panská oratoř, odkud je možné vystoupit na věž. Zvonová patra mají polokruhovitě zakončená okna a nad nimi jsou plechem pokryté cibulové báně s lucernami. Střecha lodi je valbová. Kostel je zděný, omítnutý, do dvou pater vedou dřevěná schodiště. Hlavní vchod je orientovaný na sever. V zadní zdi kostela se nachází zazděné gotické okno. V ohradní zdi hřbitova je barokní brána a ve zdi za presbytářem se nachází náhrobník plaského opata Fortunata Hartmanna z roku 1765.
Vnitřní vybavení kostela pochází z 18. století, hlavní oltář je rámový, je na něm na plátně malovaný obraz svatého Martina z doby kolem roku 1730, jehož autorem je manětínský děkan Jan František Händl. Postranní výklenkové oltáře jsou deskové, tvoří je polychromované dřevořezby svatého Jana Nepomuckého a Neposkvrněné Panny Marie, které byly vytvořeny v první třetině 18. století v dílně manětínského sochaře Josefa Herschera. Vzácnou památkou jsou dva renesanční zvony z let 1525 a 1529, které jsou umístěny v ručně tesané zvonové stolici.
Varhany z roku 1790 byly do Strážiště přeneseny z kostela Nejsvětější Trojice z Dolní Bělé, v roce 1902 byly nahrazeny varhanami z dílny Heinricha Schiffnera.

## Galerie

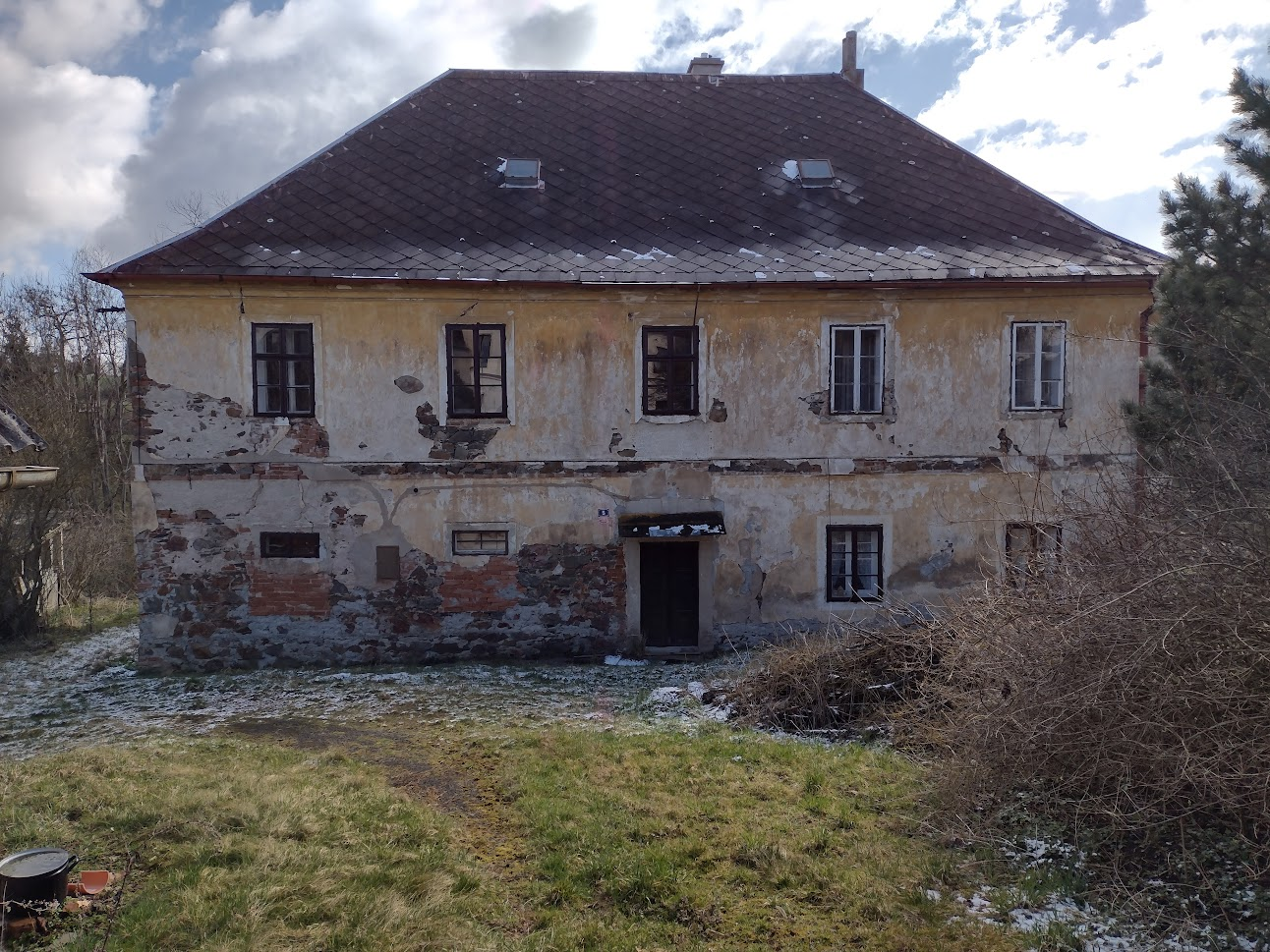
Fara v obci Strážiště
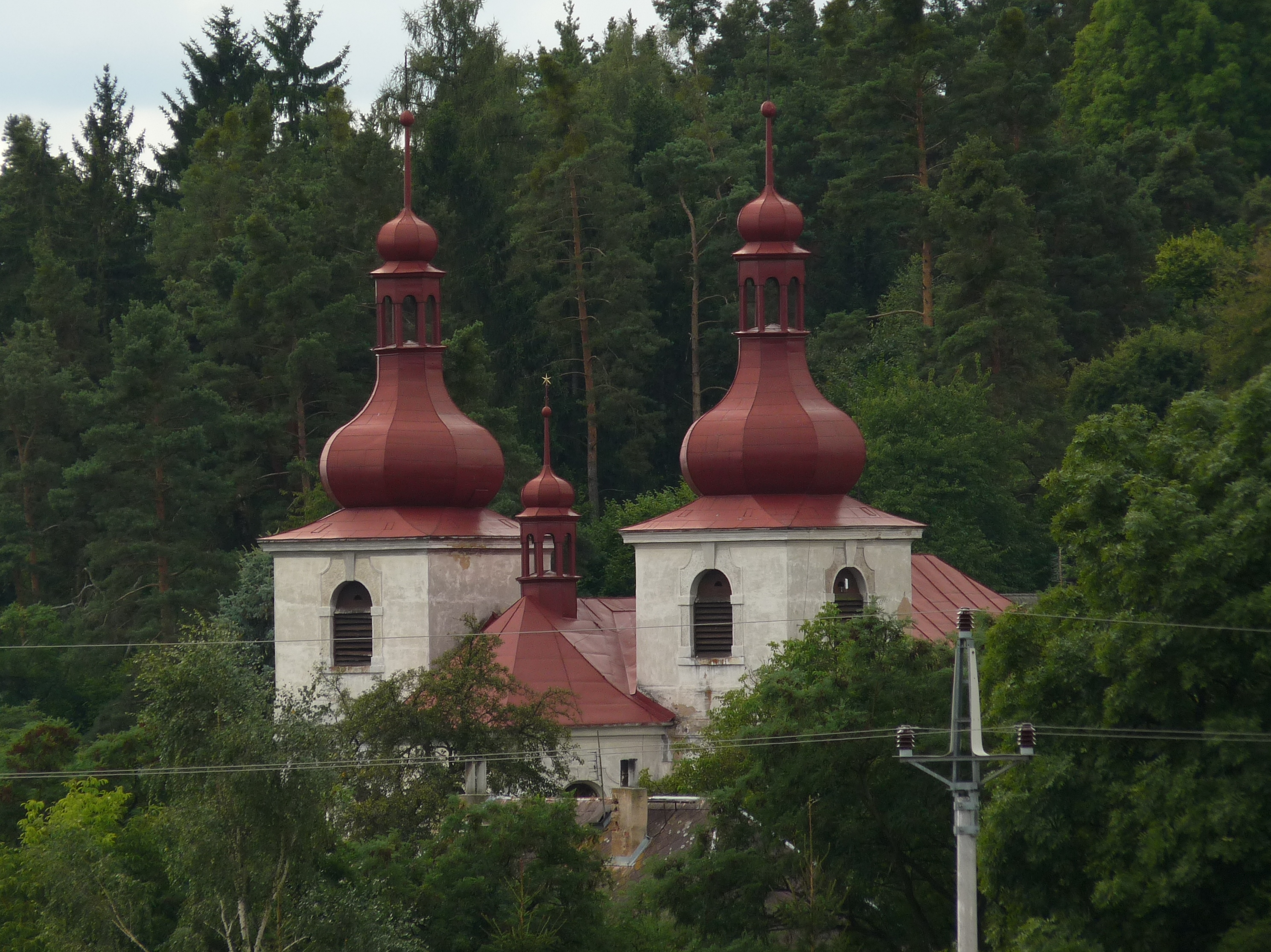
Pohled na kostel svatého Martina z údolí.
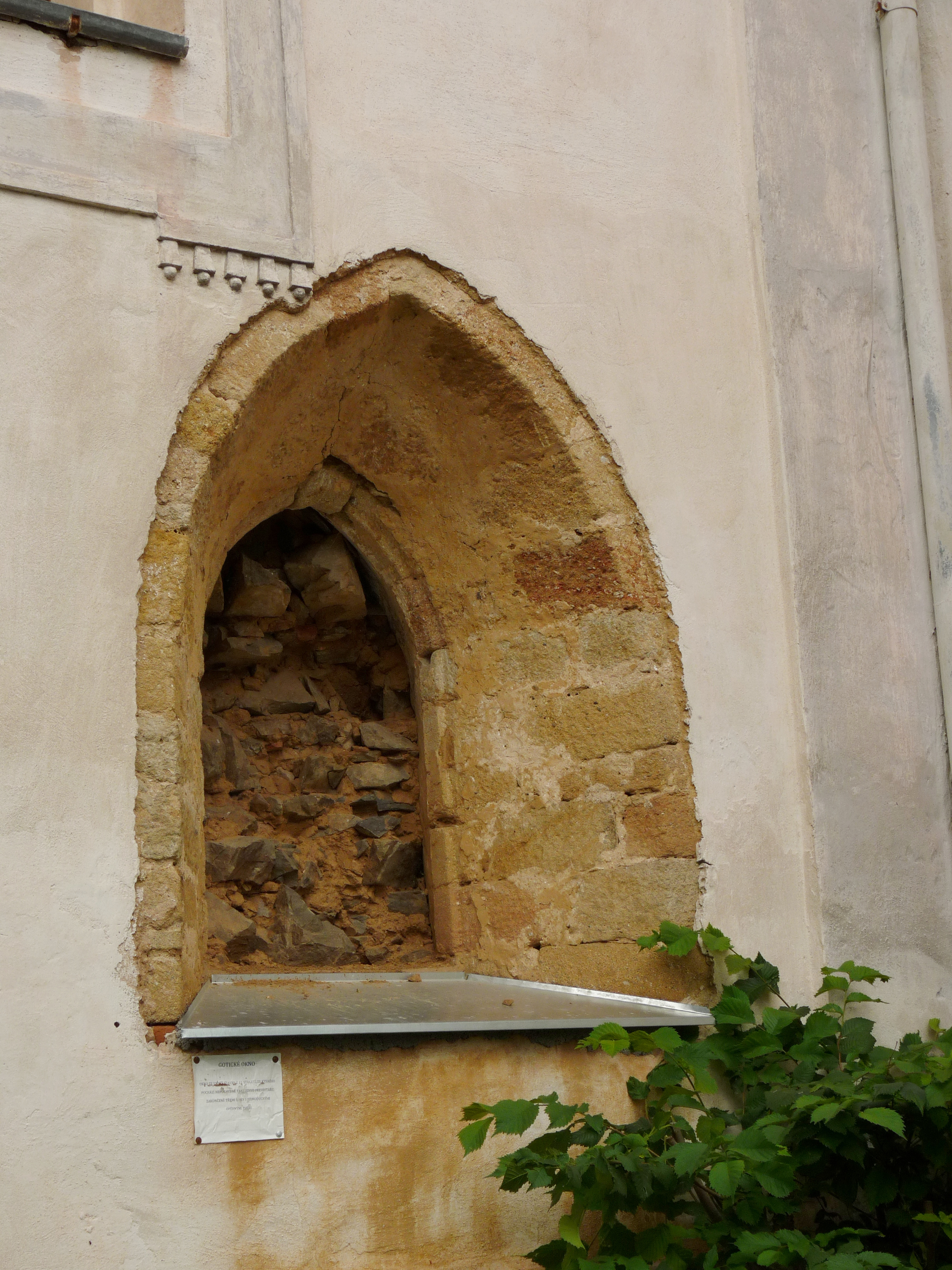
Gotické okno ve zdivu